# Clomecyra
Clomecyra är ett släkte av skalbaggar. Clomecyra ingår i familjen Melolonthidae.
Kladogram enligt Catalogue of Life:
| Clomecyra | \| \| Clomecyra ballerioi \| \| \| \| \| \| Clomecyra rikatlensis \| \| \| \| |
|           | \| \| Clomecyra ballerioi \| \| \| \| \| \| Clomecyra rikatlensis \| \| \| \| |
|           | Clomecyra ballerioi                                                           |
|           |                                                                               |
|           | Clomecyra rikatlensis                                                         |
|           |                                                                               |